# Loge (satélite)
Loge, também conhecido como Saturno XLVI, é um satélite natural de Saturno. Sua descoberta foi anunciada por Scott S. Sheppard, David C. Jewitt, Jan Kleyna, e Brian G. Marsden em 26 de junho de 2006, a partir de observações feitas entre janeiro e abril de 2006. Sua designação provisória foi S/2006 S 5.
Loge tem cerca de 6 km de diâmetro, e orbita Saturno a uma distância média de 23 142 000 km em 1314,364 dias, com uma inclinação de 166,5° com a eclíptica (165,3° com o equador de Saturno), em uma direção retrógrada com uma excentricidade de 0,1390.
Foi nomeado em abril de 2007, a partir de Logi (também escrito Loge), um gigante de fogo da mitologia nórdica, filho de Fornjót.